# Charles S. Hopkinson
Charles S. Hopkinson ist ein US-amerikanischer Wissenschaftler. Er ist Professor für Meereskunde an der University of Georgia. Er beschäftigt sich vorwiegend mit der Biogeochemie und Ökologie von Wassereinzugsgebieten, Feuchtbiotopen, See-Land-Kopplungen und der Ökologie von gekoppelten Mensch-Natur-Systemen.

## Leben
Hopkinson studierte Biologie am Ursinus College im Montgomery County, Pennsylvania und erhielt dort 1970 seinen Bachelor of Science. Anschließend ging er für ein Masterstudium für Meereskunde an die Louisiana State University, welches er 1973 erfolgreich abschloss. 1973 bis 1975 war Charles Hopkinson wissenschaftlicher Mitarbeiter am Center for Wetland Resources der Louisiana State University. An derselben Hochschule erhielt er vier Jahre darauf seinen Ph.D. ebenfalls in Meereskunde. Anschließend war er bis 1989 Mitarbeiter am Meeresforschungsinstitut der University of Georgia und an der Hochschule zugleich von 1980 bis 1989 Dozent am Fachbereich für Zoologie. Seit 1997 ist er Wissenschaftler am Meeresbiologischen Laboratorium Woods Hole. Im August 2010 widersprach er der Darstellung der US-Regierung der größte Teil des Öls der Ölpest im Golf von Mexiko sei bereits beseitigt. Charles S. Hopkinson und vier weitere Meeresforscher war er zu Einschätzung gekommen, dass noch etwa 70 bis 79 Prozent des Öls im Golf sind.

## Veröffentlichungen
- C. S. Hopkinson und J. W. Day: The energy pattern of development in coastal Louisiana. Purchased and natural energies. In: W. Mitsch, R. Bosserman und J. Klopatek (Hrsg.): Energy and Ecological Modeling. New York 1981
- C. S. Hopkinson: Shallow-water benthic and pelagic metabolism - Evidence of net heterotrophy in the nearshore Georgia Bight. In: Marine Biology. Band 87, 1985, S. 19–32.
- C. S. Hopkinson: Patterns of organic carbon exchange between coastal ecosystems. The mass balance approach in salt marsh ecosystems. In: B-O. Jansson (Hrsg.): Coastal-Offshore Ecosystem Interactions (= Lecture Notes on Coastal and Estuarine Studies, Band 22). Springer-Verlag, 1988, S. 122–154
- C. S. Hopkinson und J. Vallino: The nature of watershed perturbations and their influence on estuarine metabolism. In: Estuaries. Band 18, 1995, S. 598–621.
- C. S. Hopkinson, J. Vallino und A. Nolin: Decomposition of dissolved organic matter from the continental margin. In: Deep-Sea Research. Band II 49, 2002, S. 4461–4478.
- C. S. Hopkinson und J. Vallino, Efficient export of carbon to the deep ocean through dissolved organic matter. In: Nature. Band 433, 2005, S. 142–145.